# Dirka
Dirka – lina olinowania ruchomego przy ożaglowaniu gaflowym, biegnąca od noku bomu na ukos do górnej części masztu, służąca do podtrzymywania bomu. Na każdy bom przypadają dwie dirki, przy czym wybierana jest dirka nawietrzna, zaś zawietrzną luzuje się, aby nie odkształcała i nie przecierała żagla.
Na jednostkach o ożaglowaniu bermudzkim zamiast dwóch direk stosuje się topenantę. Stosowane też bywają dwa lazy jacki, które konstrukcyjnie przypominają dirki.